# نیکولا لو بونو
نیکولا لو بونو (انگلیسی: Nicola Lo Buono؛ ۴ ژوئن ۱۹۳۳ – ۸ سپتامبر ۲۰۰۹) بازیکن فوتبال اهل ایتالیا بود.
از باشگاه‌هایی که در آن بازی کرده‌است می‌توان به باشگاه ورزشی لاتزیو و باشگاه فوتبال دلفینو پسکارا اشاره کرد.